# FC Kuřim
FC Kuřim (celým názvem: Football Club Kuřim) je český fotbalový klub, který sídlí v Kuřimi v Jihomoravském kraji. Založen byl roku 1931. Od sezony 2018/19 hrál Přebor Jihomoravského kraje (5. ligy), od ročníku 2024/25 je součástí Divize D (4. ligy).
Největším úspěchem klubu je účast ve druhé nejvyšší soutěži – Moravsko-Slezské divizi – v prvním poválečném ročníku 1945/46. Druhé nejvyšší soutěže se účastnil i v ročnících 1951 a 1952. V 60. letech se kuřimský dorost probojoval do celostátní ligy. V novodobé historii je největším úspěchem účast v divizi (1993/94–1995/96, 2024/25), zejména pak 2. příčka v sezonách 1994/95 a 2024/25, či vítězství 2:1 nad Rousínovem v Krajském poháru dospělých JmKFS (2022/23), na které navázal zisk superpoháru v utkání s držitelem poháru Bratislavského fotbalového svazu MŠK Senec po remíze 0:0 na penalty 4:3.
Od července 2019 byl hráčem Kuřimi bývalý profesionální fotbalista a reprezentant Mario Holek, který se ale nakonec vzhledem ke svému bydlišti rozhodl od března 2020 hrát za TJ Rajhradice, za Kuřim nakonec nesehrál ani jedno soutěžní utkání.

## Historické názvy
Zdroje: 
- 1931 – SK Kuřim (Sportovní klub Kuřim)
- 1949 – JTO Sokol Kuřim (Jednotná tělovýchovná organisace Sokol Kuřim)
- 1951 – ZSJ TOS Kuřim (Závodní sokolská jednota Továrny obráběcích strojů Kuřim) – sloučením Sokola Kuřim a TOS Kuřim
- 1953 – DSO Spartak Kuřim (Dobrovolná sportovní organisace Spartak Kuřim)
- 1956 – TJ Spartak Kuřim (Tělovýchovná jednota Spartak Kuřim)
- 1978 – TJ TOS Kuřim (Tělovýchovná jednota Továrny obráběcích strojů Kuřim)
- 1993 – FC Boček Kuřim (Football Club Boček Kuřim)
- 1996 – FC Kuřim (Football Club Kuřim)

## Stručná historie kopané v Kuřimi
Počátky kuřimské kopané sahají do poloviny 20. let 20. století, kdy nadšenci vybudovali malé hřiště v místech dnešní sokolovny. Klub SK Kuřim byl zaregistrován roku 1931 a začal hrát soutěže BZMŽF (Bradova Západomoravská župa footballová). Prvním předsedou klubu byl Eduard Orátor. Bylo pronajato nové malé hřiště (v místech, kde dnes stojí ZŠ Tyršova), které však mělo poněkud šikmou hrací plochu. Na otevření tohoto hřiště byl pozván i tehdejší starosta obce Eduard Vitula, který provedl čestný výkop. Fotbalový klub měl v této době tři mužstva: dvě mužstva dospělých a jedno dorostenecké.
Klub se ke konci 30. let probojoval až do župní I. B třídy a posléze i do nejvyšší župní soutěže (3. nejvyšší celkově) – I. A třídy, kde se střetával např. s Královým Polem, Horáckou Slavií Třebíč, Ratíškovicemi, Tišnovem, Spartou Brno či Lanžhotem. V této době klub zaznamenal i cenná vítězství v Česko-Moravském poháru, kde dokázal porazit mj. Adamov, Znojmo, Spartu Brno či Moravskou Slaviu Brno.
V sezoně 1943/44 kuřimští I. A třídu vyhráli a postoupili tak do 2. nejvyšší soutěže. Jelikož se v ročníku 1944/45 fotbalové soutěže nehrály, dočkala se Kuřim druhé ligy v prvním poválečném ročníku 1945/46. Vstup do divizní sezony se kuřimským vydařil, v prvním utkání deklasovali na domácí půdě ČSS Olomouc 9:0 a ve druhém kole zvítězili na půdě Boroviny Třebíč 3:1. Po krásných počátečních úspěších byl však závěr podzimu slabý a Kuřim skončila po podzimní části na třináctém místě ze šestnácti oddílů. Jarní sezona potvrdila nepříznivý výsledkový trend a 13. místo znamenalo – vzhledem k zeštíhlení soutěže na 14 účastníků od ročníku 1946/47 – sestup do I. A třídy. Na jaře 1946 bylo v Kuřimi sehráno první mezinárodní utkání s polským ligovým mužstem Ruch Chorzów s výsledkem 2:5.
V roce 1951 slavil klub dvacáté výročí svého založení. V té době byla hrána řada významných utkání: s ATK Praha 2:3 (později s Duklou 2:5), Baníkem Ostrava 1:4 či Duklou Pardubice 4:0.
V neděli 5. července 1959 bylo v Kuřimi sehráno mezinárodní přátelské utkání, v němž domácí podlehli vybrané jedenáctce polského Krakova 2:4 (0:2).
Roku 1961 byli kuřimští vybráni za partnera pro přípravné utkání reprezentačního mužstva, které se chystalo na přátelský zápas s Argentinou v Brně. Kuřim překvapila nejen vysokou návštěvou 5 000 diváků, ale i dobrou hrou, kterou přinutila reprezentanty k plnému vypětí. Utkání, které se hrálo ve čtvrtek 15. června 1961 v Kuřimi, skončilo hubeným vítězstvím reprezentantů 3:2 (poločas skončil nerozhodně 2:2), když všech branek národního mužstva docílil Josef Kadraba, za Kuřim skórovali Raňanský a Mizera. Reprezentanti nastoupili v sestavě Jindra (Schrojf) – Bomba (Šafránek), Popluhár (Tichý), Novák – Pluskal, Masopust – Pospíchal, Kadraba, Kvašňák, Adamec, Valošek. Mužstvo vedl Rudolf Vytlačil.
Počátkem 70. let nastal výkonnostní propad, pět let po sestupu ze župního přeboru v sezoně 1970/71 přišel pád až do Okresního přeboru Brno-venkov. Krize kuřimské kopané v těchto letech vrcholila, k obratu došlo až začátkem 80. let. Sezona 1985/86 znamenala postup do I. A třídy (z 2. místa za vítězným Kunštátem), v ročníku 1989/90 přišel po 19 letech návrat do nejvyšší krajské soutěže.
Na jaře 1993 vstoupil do kuřimského fotbalového dění majitel firmy Elektrobock Mojmír Boček (jako nájemce stadionu a zároveň mecenáš fotbalového klubu). Fotbalový klub se stal samostatným právním subjektem a přejmenoval se na FC Boček Kuřim. Vítězstvím v Jihomoravském župním přeboru v sezoně 1992/93 se klub probojoval do Divize D. Po sestupu z divize přešel stadion znovu do správy města, Mojmír Boček přestal klub sponzorovat a oddíl se přejmenoval na FC Kuřim.
V následujících dvaceti letech se klub pohyboval nejčastěji v Jihomoravském župním či krajském přeboru (5. nejvyšší úroveň), z něhož sestoupil v sezoně 2001/02 do I.A třídy. Po návratu zpět po šesti letech následoval další sestup do I.A třídy v sezoně 2015/16. Od roku 2018 byl FC Kuřim pravidelným účastníkem 5. nejvyšší fotbalové soutěže, postup do Divize D se podařil na jaře 2024. Hned v první sezóně 2024/2025 dosáhla Kuřim v Divizi D druhého místa.

## Zázemí klubu
V roce 1934 se začalo budovat nové hřiště u nádraží, otevřeno bylo zápasem s týmem SK Židenice, který se představil s řadou ligových hráčů. Po válce se klub musel znovu stěhovat, jeho stávající hřiště bylo zrušeno z důvodu výstavby kuřimského vlakového nádraží. Nové hřiště se budovalo na loukách u sokolovny. Historie městského stadionu se píše od roku 1956, kdy tělovýchovná jednota Spartak začala s jeho budováním u národního podniku Továrny obráběcích strojů Kuřim – bylo to už páté hřiště v tehdy dvacetipětileté existenci klubu. Stadion byl postaven s kapacitou 10 000 diváků, travnatou plochou, lehkoatletickou drahou a dalším cvičným hřištěm. V současné době se v areálu nachází 2 travnatá hřiště pro kopanou, škvárový atletický ovál a nově zrekonstruované multifunkční hřiště používané především házenkáři a kuřimskou ligou malé kopané. V roce 2001 byla v areálu hlavní tribuny otevřena sauna, která je přístupná široké veřejnosti.

## Umístění v jednotlivých sezonách
Stručný přehled
Zdroj: 
- 1938–1939: I. B třída BZMŽF – II. okrsek
- 1939–1941: I. A třída BZMŽF
- 1941–1942: I. B třída BZMŽF – II. okrsek
- 1942–1944: I. A třída BZMŽF
- 1945–1946: Moravsko-Slezská divize
- 1946–1948: I. A třída BZMŽF – I. okrsek (brněnský)
- 1948: Moravskoslezská divize – sk. Jih
- 1949: I. třída Brněnského kraje
- 1950: Oblastní soutěž – sk. C
- 1951: Krajská soutěž – Brno
- 1952–1954: Krajský přebor – Brno
- 1955–1956: I. A třída Brněnského kraje
- 1957–1960: Oblastní soutěž – sk. D
- 1960–1964: Jihomoravský krajský přebor
- 1964–1965: I. A třída Jihomoravského kraje – sk. A
- 1965–1968: Jihomoravský oblastní přebor
- 1968–1969: I. A třída Jihomoravské oblasti – sk. A
- 1969–1971: Jihomoravský župní přebor
- 1984–1985: Jihomoravská krajská soutěž I. třídy – sk. C
- 1990–1991: Jihomoravský krajský přebor
- 1991–1993: Jihomoravský župní přebor
- 1993–1996: Divize D
- 1996–2001: Jihomoravský župní přebor
- 2001–2002: I. A třída Jihomoravské župy – sk. A
- 2002–2007: I. A třída Jihomoravského kraje – sk. A
- 2007–2015: Přebor Jihomoravského kraje
- 2015–2018: I. A třída Jihomoravského kraje – sk. A
- 2018–2024: Přebor Jihomoravského kraje
- od 2024: Divize D

Jednotlivé ročníky
Zdroj: 
Legenda: Z – zápasy, V – výhry, R – remízy, P – porážky, VG – vstřelené góly, OG – obdržené góly, +/− – rozdíl skóre, B – body, červené podbarvení – sestup, zelené podbarvení – postup, fialové podbarvení – reorganizace, změna skupiny či soutěže
| Československo (1938 – 1939)             |                                              |                               |                               |                               |                               |                               |                               |                               |                               |                               |                               |
| Sezóna                                   | Liga                                         | Úroveň                        | Z                             | V                             | R                             | P                             | VG                            | OG                            | +/−                           | B                             | Pozice                        |
| 1938/39                                  | I. B třída BZMŽF – II. okrsek                | 4                             |                               | ...                           | ...                           | ...                           | ...                           | ...                           | ...                           |                               | 1.                            |
| Protektorát Čechy a Morava (1939 – 1944) |                                              |                               |                               |                               |                               |                               |                               |                               |                               |                               |                               |
| Sezóny                                   | Liga                                         | Úroveň                        | Z                             | V                             | R                             | P                             | VG                            | OG                            | +/−                           | B                             | Pozice                        |
| 1939/40                                  | I. A třída BZMŽF                             | 3                             | 30                            | 15                            | 2                             | 13                            | 73                            | 81                            | −8                            | 32                            | 6.                            |
| 1940/41                                  | I. A třída BZMŽF                             | 3                             | 30                            | ...                           | ...                           | ...                           | ...                           | ...                           | ...                           |                               |                               |
| 1941/42                                  | I. B třída BZMŽF – II. okrsek                | 4                             | ...                           | ...                           | ...                           | ...                           | ...                           | ...                           | ...                           | ...                           | 1.                            |
| 1942/43                                  | I. A třída BZMŽF                             | 3                             | 26                            | ...                           | ...                           | ...                           | ...                           | ...                           | ...                           |                               | 2.                            |
| 1943/44                                  | I. A třída BZMŽF                             | 3                             | 26                            | 17                            | 2                             | 7                             | 94                            | 57                            | +37                           | 36                            | 1.                            |
| 1944/45                                  | Fotbalové soutěže se nehrály.                | Fotbalové soutěže se nehrály. | Fotbalové soutěže se nehrály. | Fotbalové soutěže se nehrály. | Fotbalové soutěže se nehrály. | Fotbalové soutěže se nehrály. | Fotbalové soutěže se nehrály. | Fotbalové soutěže se nehrály. | Fotbalové soutěže se nehrály. | Fotbalové soutěže se nehrály. | Fotbalové soutěže se nehrály. |
| Československo (1945 – 1993)             |                                              |                               |                               |                               |                               |                               |                               |                               |                               |                               |                               |
| Sezóna                                   | Liga                                         | Úroveň                        | Z                             | V                             | R                             | P                             | VG                            | OG                            | +/−                           | B                             | Pozice                        |
| 1945/46                                  | Moravsko-Slezská divize                      | 2                             | 30                            | 11                            | 2                             | 17                            | 88                            | 97                            | −9                            | 24                            | 13.                           |
| 1946/47                                  | I. A třída BZMŽF – I. okrsek (brněnský)      | 3                             | 22                            | 13                            | 4                             | 5                             | 105                           | 56                            | +49                           | 30                            | 3.                            |
| 1947/48                                  | I. A třída BZMŽF – I. okrsek (brněnský)      | 3                             | 18                            | 9                             | 5                             | 4                             | 61                            | 45                            | +16                           | 23                            | 3.                            |
| 1948                                     | Moravskosleszká divize – sk. Jih             | 3                             | 11                            | 3                             | 0                             | 8                             | 21                            | 33                            | −12                           | 6                             | 12.                           |
| 1949                                     | I. třída Brněnského kraje                    | 3                             | 26                            | 18                            | 1                             | 7                             | 96                            | 46                            | +50                           | 35                            | 1.                            |
| 1950                                     | Oblastní soutěž – sk. C                      | 3                             | 22                            | 13                            | 3                             | 6                             | 68                            | 46                            | +22                           | 29                            | 3.                            |
| 1951                                     | Krajská soutěž – Brno                        | 2                             | 18                            | 8                             | 2                             | 8                             | 42                            | 51                            | −11                           | 16                            | 6.                            |
| 1952                                     | Krajský přebor – Brno                        | 2                             | 22                            | 14                            | 2                             | 6                             | 84                            | 46                            | +38                           | 30                            | 3.                            |
| 1953                                     | Krajský přebor – Brno                        | 3                             | 11                            | 7                             | 2                             | 2                             | 51                            | 30                            | +21                           | 16                            | 2.                            |
| 1954                                     | Krajský přebor – Brno                        | 3                             | 22                            | 11                            | 4                             | 7                             | 84                            | 55                            | +29                           | 26                            | 6.                            |
| 1955                                     | I. A třída Brněnského kraje                  | 4                             | 22                            | 13                            | 5                             | 4                             | 71                            | 32                            | +39                           | 31                            | 2.                            |
| 1956                                     | I. A třída Brněnského kraje                  | 4                             | 22                            | 20                            | 1                             | 1                             | 103                           | 24                            | +79                           | 41                            | 1.                            |
| 1957/58                                  | Oblastní soutěž – sk. D                      | 3                             | 33                            | 16                            | 7                             | 10                            | 70                            | 48                            | +22                           | 39                            | 4.                            |
| 1958/59                                  | Oblastní soutěž – sk. D                      | 3                             | 26                            | 13                            | 5                             | 8                             | 67                            | 38                            | +29                           | 31                            | 3.                            |
| 1959/60                                  | Oblastní soutěž – sk. D                      | 3                             | 28                            | 13                            | 7                             | 8                             | 57                            | 42                            | +15                           | 33                            | 7.                            |
| 1960/61                                  | Jihomoravský krajský přebor                  | 3                             | 26                            | 12                            | 7                             | 7                             | 48                            | 31                            | +17                           | 31                            | 4.                            |
| 1961/62                                  | Jihomoravský krajský přebor                  | 3                             | 26                            | 9                             | 4                             | 13                            | 43                            | 43                            | 0                             | 22                            | 10.                           |
| 1962/63                                  | Jihomoravský krajský přebor                  | 3                             | 26                            | 12                            | 5                             | 9                             | 51                            | 41                            | +10                           | 29                            | 6.                            |
| 1963/64                                  | Jihomoravský krajský přebor                  | 3                             | 26                            | 6                             | 6                             | 14                            | 36                            | 54                            | −18                           | 18                            | 12.                           |
| 1964/65                                  | I. A třída Jihomoravského kraje – sk. A      | 4                             | 26                            | 14                            | 4                             | 8                             | 67                            | 52                            | +15                           | 32                            | 2.                            |
| 1965/66                                  | Jihomoravský oblastní přebor                 | 4                             | 26                            | 8                             | 6                             | 12                            | 30                            | 36                            | −6                            | 22                            | 12.                           |
| 1966/67                                  | Jihomoravský oblastní přebor                 | 4                             | 26                            | 6                             | 8                             | 12                            | 26                            | 54                            | −28                           | 20                            | 12.                           |
| 1967/68                                  | Jihomoravský oblastní přebor                 | 4                             | 26                            | 1                             | 3                             | 22                            | 14                            | 66                            | −52                           | 5                             | 14.                           |
| 1968/69                                  | I. A třída Jihomoravské oblasti – sk. A      | 5                             | 26                            | ...                           | ...                           | ...                           | ...                           | ...                           | ...                           |                               | 6.                            |
| 1969/70                                  | Jihomoravský župní přebor                    | 5                             | 26                            | 10                            | 7                             | 9                             | 38                            | 45                            | −7                            | 27                            | 9.                            |
| 1970/71                                  | Jihomoravský župní přebor                    | 5                             | 26                            | 2                             | 6                             | 18                            | 18                            | 52                            | −34                           | 10                            | 14.                           |
| ...                                      |                                              |                               |                               |                               |                               |                               |                               |                               |                               |                               |                               |
| 1984/85                                  | Jihomoravská krajská soutěž I. třídy – sk. C | 6                             | 30                            | 13                            | 7                             | 10                            | 45                            | 47                            | −2                            | 33                            | 5.                            |
| ...                                      |                                              |                               |                               |                               |                               |                               |                               |                               |                               |                               |                               |
| 1990/91                                  | Jihomoravský krajský přebor                  | 5                             | 30                            | 9                             | 8                             | 13                            | 48                            | 58                            | −10                           | 26                            | 13.                           |
| 1991/92                                  | Jihomoravský župní přebor                    | 5                             | 26                            | 13                            | 3                             | 10                            | 36                            | 32                            | +4                            | 29                            | 6.                            |
| 1992/93                                  | Jihomoravský župní přebor                    | 5                             | 26                            | 16                            | 8                             | 2                             | 53                            | 22                            | +31                           | 40                            | 1.                            |
| Česko (1993 – )                          |                                              |                               |                               |                               |                               |                               |                               |                               |                               |                               |                               |
| Sezóna                                   | Liga                                         | Úroveň                        | Z                             | V                             | R                             | P                             | VG                            | OG                            | +/−                           | B                             | Pozice                        |
| 1993/94                                  | Divize D                                     | 4                             | 30                            | 9                             | 7                             | 14                            | 33                            | 47                            | −14                           | 25                            | 15.                           |
| 1994/95                                  | Divize D                                     | 4                             | 30                            | 19                            | 6                             | 5                             | 63                            | 35                            | +28                           | 63                            | 2.                            |
| 1995/96                                  | Divize D                                     | 4                             | 30                            | 8                             | 8                             | 14                            | 38                            | 49                            | −11                           | 32                            | 16.                           |
| 1996/97                                  | Jihomoravský župní přebor                    | 5                             | 30                            | 11                            | 4                             | 15                            | 37                            | 51                            | −14                           | 37                            | 11.                           |
| 1997/98                                  | Jihomoravský župní přebor                    | 5                             | 30                            | 13                            | 7                             | 10                            | 38                            | 35                            | +3                            | 46                            | 7.                            |
| 1998/99                                  | Jihomoravský župní přebor                    | 5                             | 30                            | 13                            | 7                             | 10                            | 42                            | 35                            | +7                            | 46                            | 3.                            |
| 1999/00                                  | Jihomoravský župní přebor                    | 5                             | 30                            | 12                            | 3                             | 15                            | 44                            | 55                            | −11                           | 39                            | 9.                            |
| 2000/01                                  | Jihomoravský župní přebor                    | 5                             | 30                            | 9                             | 5                             | 16                            | 45                            | 65                            | −20                           | 32                            | 13.                           |
| 2001/02                                  | I. A třída Jihomoravské župy – sk. A         | 6                             | 26                            | 5                             | 8                             | 13                            | 31                            | 44                            | −13                           | 23                            | 12.                           |
| 2002/03                                  | I. A třída Jihomoravského kraje – sk. A      | 6                             | 26                            | 9                             | 5                             | 12                            | 35                            | 47                            | −12                           | 32                            | 10.                           |
| 2003/04                                  | I. A třída Jihomoravského kraje – sk. A      | 6                             | 26                            | 7                             | 6                             | 13                            | 31                            | 55                            | −24                           | 27                            | 10.                           |
| 2004/05                                  | I. A třída Jihomoravského kraje – sk. A      | 6                             | 26                            | 9                             | 6                             | 11                            | 35                            | 40                            | −5                            | 33                            | 7.                            |
| 2005/06                                  | I. A třída Jihomoravského kraje – sk. A      | 6                             | 26                            | 13                            | 5                             | 8                             | 44                            | 30                            | +14                           | 44                            | 4.                            |
| 2006/07                                  | I. A třída Jihomoravského kraje – sk. A      | 6                             | 26                            | 19                            | 5                             | 2                             | 62                            | 21                            | +41                           | 62                            | 1.                            |
| 2007/08                                  | Přebor Jihomoravského kraje                  | 5                             | 30                            | 11                            | 10                            | 9                             | 61                            | 41                            | +20                           | 43                            | 8.                            |
| 2008/09                                  | Přebor Jihomoravského kraje                  | 5                             | 30                            | 9                             | 9                             | 12                            | 35                            | 38                            | −3                            | 36                            | 12.                           |
| 2009/10                                  | Přebor Jihomoravského kraje                  | 5                             | 30                            | 9                             | 8                             | 13                            | 40                            | 50                            | −10                           | 35                            | 11.                           |
| 2010/11                                  | Přebor Jihomoravského kraje                  | 5                             | 30                            | 7                             | 9                             | 14                            | 41                            | 52                            | −11                           | 30                            | 14.                           |
| 2011/12                                  | Přebor Jihomoravského kraje                  | 5                             | 30                            | 8                             | 9                             | 13                            | 46                            | 55                            | −9                            | 33                            | 12.                           |
| 2012/13                                  | Přebor Jihomoravského kraje                  | 5                             | 30                            | 12                            | 3                             | 15                            | 51                            | 59                            | −8                            | 39                            | 9.                            |
| 2013/14                                  | Přebor Jihomoravského kraje                  | 5                             | 30                            | 10                            | 7                             | 13                            | 50                            | 53                            | −3                            | 37                            | 12.                           |
| 2014/15                                  | Přebor Jihomoravského kraje                  | 5                             | 30                            | 7                             | 5                             | 18                            | 41                            | 69                            | −28                           | 26                            | 15.                           |
| 2015/16                                  | I. A třída Jihomoravského kraje – sk. A      | 6                             | 26                            | 12                            | 5                             | 9                             | 62                            | 43                            | +19                           | 41                            | 5.                            |
| 2016/17                                  | I. A třída Jihomoravského kraje – sk. A      | 6                             | 26                            | 14                            | 5                             | 7                             | 55                            | 40                            | +15                           | 47                            | 4.                            |
| 2017/18                                  | I. A třída Jihomoravského kraje – sk. A      | 6                             | 26                            | 17                            | 2                             | 7                             | 68                            | 34                            | +34                           | 53                            | 2.                            |
| 2018/19                                  | Přebor Jihomoravského kraje                  | 5                             | 30                            | 9                             | 4                             | 17                            | 53                            | 65                            | −12                           | 31                            | 13.                           |
| 2019/20                                  | Přebor Jihomoravského kraje                  | 5                             | 15                            | 5                             | 1                             | 9                             | 23                            | 38                            | -5                            | 16                            | 12.                           |
| 2020/21                                  | Přebor Jihomoravského kraje                  | 5                             | 10                            | 2                             | 3                             | 5                             | 13                            | 19                            | -3                            | 9                             | 13.                           |
| 2021/22                                  | Přebor Jihomoravského kraje                  | 5                             | 30                            | 21                            | 3                             | 6                             | 67                            | 36                            | +21                           | 66                            | 2.                            |
| 2022/23                                  | Přebor Jihomoravského kraje                  | 5                             | 30                            | 16                            | 9                             | 5                             | 59                            | 30                            | +12                           | 57                            | 2.                            |
| 2023/24                                  | Přebor Jihomoravského kraje                  | 5                             | 30                            | 24                            | 2                             | 4                             | 89                            | 26                            | +63                           | 74                            | 1.                            |
| 2024/25                                  | Divize D                                     | 4                             | 30                            | 20                            | 4                             | 6                             | 67                            | 23                            | +44                           | 64                            | 2.                            |

Poznámky:
- 1953: Tento ročník byl hrán jednokolově.[6]
- 1957/58: Tento ročník byl hrán tříkolově (jaro 1957, podzim 1957 a jaro 1958) z důvodu přechodu zpět na hrací systém podzim – jaro od ročníku 1958/59. V období 1949 – 1956 se hrálo systémem jaro – podzim dle sovětského vzoru.[6]
- 1964/65: Postoupila taktéž mužstva TJ Spartak Třebíč (vítěz) a TJ Spartak ČKD Blansko (3. místo).[26]
- 1969/70: V této sezoně byl zkoušen (a po sezoně zrušen) tento systém bodování – za vítězství rozdílem dvou a více branek se vítězi udělovaly 3 body, za vítězství o jednu branku 2 body, za bezbrankovou remízu nezískal bod ani jeden ze soupeřů, při jakékoli jiné remíze si soupeři rozdělili po bodu.
- 2019/20 a 2020/21: V těchto sezónách byl ovlivněn celkový počet sehraných utkání epidemií covidu-19.

## FC Kuřim „B“
FC Kuřim „B“ byl rezervním mužstvem Kuřimi, které se pohybovalo v okresních soutěžích. Bylo obnoveno před sezonou 2012/13. Od sezony 2013/14 hrálo Okresní soutěž Brno-venkov – sk. B (9. nejvyšší soutěž). Před začátkem ročníku 2016/17 bylo zrušeno.

### Umístění v jednotlivých sezonách
Stručný přehled
Zdroj: 
- 1992–1993: Okresní přebor Brno-venkov
- 2000–2001: Okresní soutěž Brno-venkov – sk. B
- 2002–2003: Okresní soutěž Brno-venkov – sk. B
- 2004–2012: bez soutěže
- 2012–2013: Základní třída Brno-venkov – sk. C
- 2013–2016: Okresní soutěž Brno-venkov – sk. B

Jednotlivé ročníky
Zdroj: 
Legenda: Z – zápasy, V – výhry, R – remízy, P – porážky, VG – vstřelené góly, OG – obdržené góly, +/− – rozdíl skóre, B – body, červené podbarvení – sestup, zelené podbarvení – postup, fialové podbarvení – reorganizace, změna skupiny či soutěže
| Československo (1992 – 1993) |                                                             |                                                             |                                                             |                                                             |                                                             |                                                             |                                                             |                                                             |                                                             |                                                             |                                                             |
| Sezóny                       | Liga                                                        | Úroveň                                                      | Z                                                           | V                                                           | R                                                           | P                                                           | VG                                                          | OG                                                          | +/−                                                         | B                                                           | Pozice                                                      |
| 1992/93                      | Okresní přebor Brno-venkov                                  | 8                                                           | 24                                                          | 2                                                           | 7                                                           | 15                                                          | 20                                                          | 69                                                          | −49                                                         | 11                                                          | 13.                                                         |
| Česko (1993 – 2016)          |                                                             |                                                             |                                                             |                                                             |                                                             |                                                             |                                                             |                                                             |                                                             |                                                             |                                                             |
| Sezóny                       | Liga                                                        | Úroveň                                                      | Z                                                           | V                                                           | R                                                           | P                                                           | VG                                                          | OG                                                          | +/−                                                         | B                                                           | Pozice                                                      |
| ...                          |                                                             |                                                             |                                                             |                                                             |                                                             |                                                             |                                                             |                                                             |                                                             |                                                             |                                                             |
| 2000/01                      | Okresní soutěž Brno-venkov – sk. B                          | 9                                                           | 26                                                          | 12                                                          | 4                                                           | 10                                                          | 64                                                          | 52                                                          | +12                                                         | 40                                                          | 7.                                                          |
| 2001/02                      | ...                                                         | ...                                                         | ...                                                         | ...                                                         | ...                                                         | ...                                                         | ...                                                         | ...                                                         | ...                                                         | ...                                                         | ...                                                         |
| 2002/03                      | Okresní soutěž Brno-venkov – sk. B                          | 9                                                           | 26                                                          | 11                                                          | 4                                                           | 11                                                          | 62                                                          | 45                                                          | +17                                                         | 37                                                          | 7.                                                          |
| 2003/04                      | ...                                                         | ...                                                         | ...                                                         | ...                                                         | ...                                                         | ...                                                         | ...                                                         | ...                                                         | ...                                                         | ...                                                         | ...                                                         |
| 2004–2012                    | V tomto období nebylo B-mužstvo přihlášeno v žádné soutěži. | V tomto období nebylo B-mužstvo přihlášeno v žádné soutěži. | V tomto období nebylo B-mužstvo přihlášeno v žádné soutěži. | V tomto období nebylo B-mužstvo přihlášeno v žádné soutěži. | V tomto období nebylo B-mužstvo přihlášeno v žádné soutěži. | V tomto období nebylo B-mužstvo přihlášeno v žádné soutěži. | V tomto období nebylo B-mužstvo přihlášeno v žádné soutěži. | V tomto období nebylo B-mužstvo přihlášeno v žádné soutěži. | V tomto období nebylo B-mužstvo přihlášeno v žádné soutěži. | V tomto období nebylo B-mužstvo přihlášeno v žádné soutěži. | V tomto období nebylo B-mužstvo přihlášeno v žádné soutěži. |
| 2012/13                      | Základní třída Brno-venkov – sk. C                          | 10                                                          | 26                                                          | 23                                                          | 3                                                           | 0                                                           | 130                                                         | 20                                                          | +110                                                        | 72                                                          | 1.                                                          |
| 2013/14                      | Okresní soutěž Brno-venkov – sk. B                          | 9                                                           | 24                                                          | 14                                                          | 3                                                           | 7                                                           | 61                                                          | 36                                                          | +25                                                         | 45                                                          | 2.                                                          |
| 2014/15                      | Okresní soutěž Brno-venkov – sk. B                          | 9                                                           | 26                                                          | 11                                                          | 2                                                           | 13                                                          | 61                                                          | 53                                                          | +8                                                          | 35                                                          | 8.                                                          |
| 2015/16                      | Okresní soutěž Brno-venkov – sk. B                          | 9                                                           | 26                                                          | 19                                                          | 3                                                           | 4                                                           | 91                                                          | 27                                                          | +64                                                         | 60                                                          | 3.                                                          |